# Francis Deniau
Pour les articles homonymes, voir Deniau.
Francis Deniau, né à Neuilly-sur-Seine le 3 octobre 1936 et mort à Paris le 12 janvier 2014, est un évêque catholique français, évêque de Nevers de 1998 à 2011.

## Biographie
Né d'un père ingénieur et d'une mère secrétaire, tous les deux originaires du val de Loire, il passe sa jeunesse à Paris dans le 18e arrondissement. Il suit ses études au lycée Condorcet puis rentre au séminaire d'Issy-les-Moulineaux. Il effectuera son service militaire pendant la guerre d'Algérie.
Il est ordonné prêtre le 29 juin 1961 pour le diocèse de Paris. Il part suivre deux années d'études à Rome au moment des premières sessions sur le concile Vatican II. De retour en France, il est aumônier des étudiants au Quartier Latin puis à Nanterre de 1964 à 1970, ce qu'il qualifie avec humour de « période intéressante » puis pour les universités de Créteil et Saint-Maur jusqu'en 1972. Il va alors participer à la formation des prêtres et des laïcs pour le diocèse de Nanterre. Il prend en charge sa première paroisse en 1978 en devenant curé de Saint-Rémy à Vanves. En 1985, il devient vicaire général auprès de l'évêque de Nanterre, François Favreau et en 1997 il devient curé de la paroisse de Puteaux. Pendant ces années, il continue de travailler avec la paroisse universitaire.
Nommé évêque de Nevers le 26 juin 1998, il est consacré le 4 octobre suivant.
Le 8 novembre 2008, il est élu membre du Comité études et projet de la conférence des évêques de France pour un mandat de trois ans.
Il se retire le 27 août 2011 à quelques semaines de la limite d'âge de 75 ans et meurt le 12 janvier 2014 d'un cancer.
Ses obsèques ont lieu le 17 janvier 2014 en la cathédrale de Nevers. Il est inhumé dans le caveau des évêques de la cathédrale.

## Relations avec le judaïsme
Francis Deniau a été président du comité épiscopal des relations avec le judaïsme. Il a participé entre le 23 et le 28 février 2004 au voyage de neuf évêques français à New York, avec le cardinal Jean-Marie Lustiger, André Vingt-Trois, Gaston Poulain, Jean-Yves Riocreux, Hervé Giraud, Benoît Rivière, Guy de Kerimel et Laurent Ulrich.
Ce voyage faisait suite à un symposium théologique, tout aussi unique, rassemblant du 18 au 19 janvier 2004 une quinzaine de cardinaux du monde entier et une trentaine de rabbins orthodoxes.
Le rabbin orthodoxe Gilles Bernheim s’est déclaré « bouleversé » par cette « relation dense »[réf. nécessaire].

## Prises de position
En 2009, Francis Deniau fut critique face à une affaire d'excommunication pour avortement au Brésil, indiquant, à cette occasion, avoir accompagné des femmes avant et après une IVG[réf. nécessaire].

## Écrits
(liste non exhaustive)
- 1975 - Recherches sur la pénitence : publications françaises, 1960-1975, Paris, Éditions du Cerf, 1975.
- 2002 - Jésus, l'ami déroutant, Paris, Éditions Desclée de Brouwer, 2002, 263 p.  (ISBN 978-2-220-06112-2). Réimpression en 2009.
- 2008 - Bernadette et nous : entre Lourdes et Nevers, Paris, Éditions Desclée de Brouwer-Lethielleux, 2008, 291 p.  (ISBN 978-2-283-61036-7).
- 2010 -  De Marie à Bernadette, avec Josiane Boret, Éditions Lethielleux & Desclée de Brouwer, 2010, 136 p.  (ISBN 978-2-249-62010-2).
- 2011 - Un évêque en toute bonne foi, Paris, Éditions Fayard, 2011, 214 p.  (ISBN 978-2-213-65586-4).
- 2013 - Chemins de vie, chemins de Dieu, Paris, Éditions Desclée de Brouwer, 2013, 201 p.
- 2016 - Rencontres et ouverture à Dieu, Les Plans-sur-Bex ; Paris, Parole et silence, 2016, 309 p.